# El celoso extremeño
El celoso extremeño (em português, O ciumento estremenho) é uma das novelas integrantes das Novelas exemplares, escritas por Cervantes. É considerada pela crítica como uma das  mais bem sucedidas. Trata-se de uma história de marido zeloso ao ponto de encerrar Leonora, uma jovem com que se casou, em sua própria casa, deixando-a sair somente de madrugada para assistir à missa. Finalmente, apesar de toda prevenção, Leonora consegue fazer entrar seu amante na casa e encontrar-se com ele. O assunto é, portanto, do marido excessivamente cuidadoso, mas impotente para manter presa sua jovem. Uma das provas de tal situação, é percebida a partir do momento em que Leonora só podia ir para as missas bem cedo, para que nenhum homem a visse.
Para numerosos cervantistas, a novela é visivelmente de inspiração italiana (das obras de Boccaccio, Bandello e Straparola, sobretudo), tando do ponto de vista do gênero, quanto do tema. É interessante notar que existem versões da novela completamente distintas. A versão do Manuscrito de Porras de la Cámara é mais direta e menos ambígua, mas a versão de Miguel de Cervantes é muito mais polida, e dá espaço a interpretações.

## Traduções para o português
- Miguel de Cervantes. "O ciumento". In Novelas exemplares. Tradução de Darly Nicolana Scornsienchi. São Paulo: Abril Cultural, 1970. p. 67.